# Biblioteca Nacional de Cabo Verde
A Biblioteca Nacional de Cabo Verde, localizada na capital Praia, é a biblioteca nacional da República de Cabo Verde. 
A Biblioteca Nacional de Cabo Verde é responsável pelo sistema do depósito legal em Cabo Verde. Desempenha ainda as funções de biblioteca pública na cidade da Praia e é a sede da Rede Nacional das Bibliotecas Públicas de Cabo Verde.

## História
As primeiras bibliotecas públicas na então colónia portuguesa surgiram nos finais do século XIX. Foram estas a Biblioteca e Museu Nacional na Praia, e a biblioteca municipal do Mindelo (1880).
Depois da independência do país em 1975, foram surgindo novas bibliotecas especializadas na década de 1980, entre elas as bibliotecas da Assembleia Nacional de Cabo Verde, do Banco Central Cabo-verdeano e de vários ministérios e instituições de ensino.
Em 1996 iniciou-se o programa da Rede Bibliográfica da Lusofonia (RBL), no quadro da cooperação portuguesa com os Países Africanos de Língua Oficial Portuguesa. As bibliotecas cabo-verdianas beneficiaram do protocolo assinado que incluiu atualizações dos acervos, apetrechamento com mobiliário, reabilitação de estruturas físicas e programas de formação para bibliotecários.
A reestruturação do setor da cultura foi iniciada em 1997 pelo estado cabo-verdiano, incluindo a extinção do Instituto Cabo-verdiano do Livro em dezembro de 1997. Em 1999, foi criada a Biblioteca Nacional.